# Mentodus longirostris
Mentodus longirostris är en fiskart som först beskrevs av Sazonov och Golovan, 1976.  Mentodus longirostris ingår i släktet Mentodus och familjen Platytroctidae. Inga underarter finns listade i Catalogue of Life.